# 1466
1466 (MCDLVI) a fost un an comun al calendarului iulian, care a început într-o zi de miercuri.

## Evenimente
- Începe construirea mănăstirii Putna (azi în jud. Suceava).

## Nașteri
- 11 februarie: Elisabeta de York, soția regelui Henric al VII-lea al Angliei (d. 1503)
- 27 octombrie: Erasmus din Rotterdam, teolog și erudit olandez (d. 1536)

## Decese
- 13 decembrie: Donatello (n. Donato di Niccolò di Betto Bardi), 80 ani, sculptor și pictor italian (n. 1386)